# Cratere Fényi
Fényi è un cratere lunare di 43,31 km situato nella parte sud-orientale della faccia nascosta della Luna, nelle vicinanze del bordo meridionale della fascia di piroclasti che circonda il Mare Imbrium. A poca distanza da Fényi si trova il cratere Mendel, più grande.
La maggior parte dell'orlo e buona parte del cratere sono stati sepolti sotto il materiale espulso dall'impatto che ha originato il Mare Imbrium. Il terreno circostante mostra una struttura radiale di scanalature che si estendono da nord a sud. Soltanto un anello di materiale sporge dai piroclasti, rivelando la posizione dell'orlo originale. C'è un piccolo cratere lungo la parete interna nordorientale.
Il cratere è dedicato all'astronomo ungherese Gyula Fényi.

## Crateri correlati
Alcuni crateri minori situati in prossimità di Fényi sono convenzionalmente identificati, sulle mappe lunari, attraverso una lettera associata al nome.
| Fényi | Coordinate             | Diametro (in km) |
| ----- | ---------------------- | ---------------- |
| A     | 43°35′24″S 104°28′12″W | 15,9             |
| Y     | 43°34′48″S 105°28′48″W | 18,72            |